# Transports en commun de Rodez
Pour les articles homonymes, voir Agglobus.
Les transports en commun de l'agglomération ruthénoise sont un réseau de transport en commun mis en place par Rodez Agglomération, anciennement Grand Rodez, autour d'un réseau d'autobus qui dessert ses huit communes, et notamment Rodez, sous la marque commerciale Agglobus.
Ce réseau résulte  du programme d'action du plan global de déplacement (PGD) du Grand Rodez approuvé en fin d'année 2002 (compte tenu de sa taille, environ 60 000 habitants, l'agglomération n'est pas tenue de réaliser un plan de déplacement urbain (PDU) et a choisi d'entreprendre volontairement une démarche équivalente avec la mise en œuvre du Plan Global de Déplacement).

## Histoire

### Le tramway

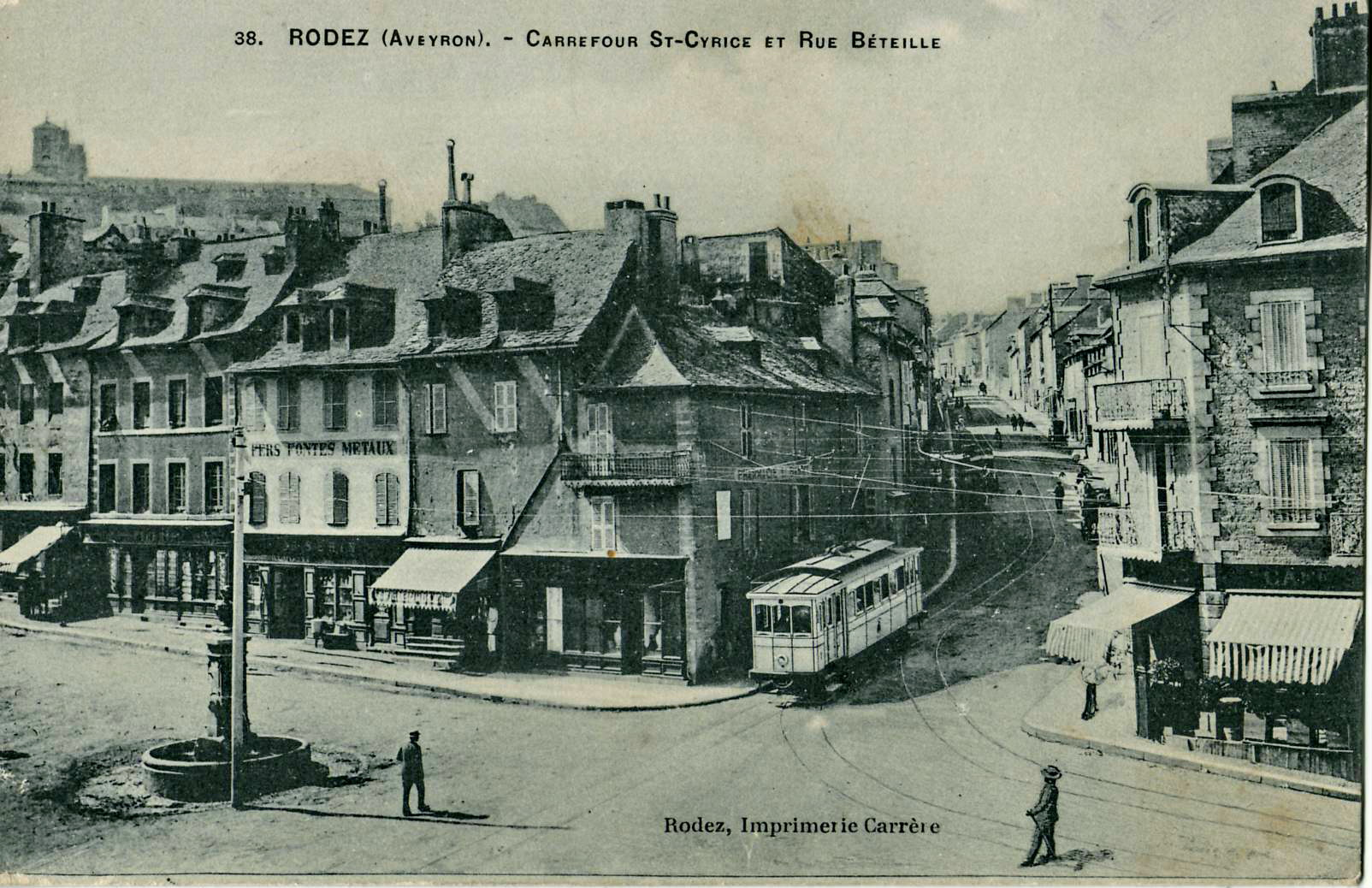
Le tramway de Rodez au niveau du carrefour Saint-Cyrice

Rodez s'est doté de ses premiers transports en commun le 15 août 1902 avec la mise en service du tramway de Rodez, mais faute de rentabilité, l'exploitation du réseau cessa le 5 juillet 1920.

### Le réseau SATAR
La ville de Rodez a décidé de créer à nouveau un réseau de transport en commun en 1972, dans le cadre d'une délégation de service public (DSP) confiée, depuis cette date, à la Société anonyme des transports automobiles ruthénois (SATAR).
En 1991 les communes de Rodez et Onet-le-Château créent le Syndicat intercommunal des transports urbains (S.I.T.U.) qui devient l'autorité organisatrice de transport urbain du réseau. Celui-ci s'étend en 1992 à la commune d’Olemps.

### Le réseau Octobus

Logo d'Octobus

Le 1er janvier 2000, la communauté d'agglomération du Grand Rodez a remplacé le SITU dans son rôle d'autorité organisatrice du réseau et le périmètre de transport urbain a été étendu aux huit communes membres.
En 2002, le Grand Rodez adopte son Plan global de déplacements (PGD), visant  à réduire la place de l'automobile en ville et à favoriser les transports alternatifs (bus, vélo, cheminement piétonnier, parkings relais…), dans un contexte où la ville centre se dépeuplait au profit des bourgs et villages de seconde couronne, ce qui s'est traduit par un doublement de la circulation automobile en 20 ans, afin de « rendre » le centre-ville aux résidents et aux visiteurs. Il se traduit notamment par une structuration du réseau de transports en commun autour d'une « nervure urbaine » reliant en Y les villes et quartiers de Calcomier, Saint-Marc et Olemps en convergeant vers centre ancien de Rodez, ainsi que la création de parcs relais.
Ce nouveau réseau est nommé Octobus en référence aux huit communes de l'agglomération et s'accompagne d'une refonte de la grille tarifaire : Druelle Balsac, Luc-la-Primaube, Le Monastère, Olemps, Onet-le-Château, Rodez, Sainte-Radegonde et Sébazac-Concourès,.
Au printemps 2003, la navette entre Bourran et le centre-ville de Rodez et créée et devient la principale ligne du réseau.
Le 5 avril 2004, six lignes (17 à 22) sont créées : les communes de Druelle Balsac, Luc-la-Primaube, Sainte-Radegonde et Sébazac-Concourès sont désormais desservies. En outre, les lignes scolaires et départementales ont été intégrées tarifairement.
La ligne 16 desservant Le Monastère a vraisemblablement été créée entre 2000 et 2004.

### Le réseau Agglobus
À la suite de l'évolution des normes, le réseau Octobus n'était plus suffisamment accessible. Depuis le 1er janvier 2012, Octobus est devenu Agglobus avec une refonte totale du réseau :
- Création de deux lignes (A et B) cadencées à 15 minutes et de deux lignes (C et D) à 30 minutes, complétées par les lignes E à K desservant le reste de l'agglomération ;
- Une nouvelle navette de centre-ville (la L) ;
- Une nouvelle ligne de soirée ;
- Extension de l’offre de transport, avec une hausse de 40 %.

Le 3 septembre 2012 - soit neuf mois après la mise en place du réseau - des modifications sur certaines lignes ont été apportées afin de répondre à des demandes formulées lors de réunions effectuées par l'agglomération, : Fusion des lignes I et J en une nouvelle ligne J, prolongement de la ligne E à Druelle, refonte de la ligne K à Sainte-Radegonde, adaptations horaires sur les lignes A, G et H (en lien avec la K pour cette dernière), création d'un service de transport à la demande « loisirs », la ligne Soir devient la S et Soir avec création d'un service le matin en correspondance avec le train de nuit.
Le 1er novembre 2012, lancement du « service de substitution », un service destiné au transport de personnes à mobilité réduite pour les personnes âgées de 80 ans ou plus ou ayant une invalidité de 80 % ou plus.
Le 1er janvier 2014, Baraqueville, Manhac et Camboulazet, jusqu'alors membres de la communauté de communes du Pays Baraquevillois, intègrent la communauté d'agglomération, le réseau est adapté le lendemain en conséquence avec création d'une nouvelle ligne, la M, et l'extension du transport à la demande,,. Le retrait de l'agglomération de ces trois mêmes communes au 1er janvier 2016 provoque la suppression de la ligne M et du secteur TAD correspondant à cette date.
Le 1er janvier 2019, le réseau est modifié : les lignes E et F sont dotées en heures creuses de services sur réservation, tandis que sur la ligne L ce sont les services du samedi après-midi qui s'effectuent ainsi ; les itinéraires des lignes A, C, D, E, F, J, K, S et Soir et Dim sont aussi modifiés.
Le 10 juillet 2023, les services sur réservation de la ligne F s'étendent à tous les horaires du samedi.
Le 1er janvier 2025, le réseau devient gratuit ; pour l'occasion, beaucoup de lignes subissent des modifications, et toutes changent de couleur. La ligne A passe par le Vallon avec une fréquence plus basse. La ligne B passe par Gourgan avec une fréquence plus basse. La ligne C ne dessert plus l'arrêt Lycée Foch. La ligne D passe par l'Avenue de Paris et ne dessert plus la Gare de Rodez. La ligne E part du centre-ville, passe par Calcomier et ne dessert plus Saint-Félix, mais dessert Druelle à tous les passages. La ligne F se voit supprimer son tronçon de la Gare de Rodez à Bourran, et ne circule plus les samedi. La ligne G est séparée en deux lignes : la ligne G1, qui suit le tracé de l'ancienne ligne G et qui n'est qu'un prolongement de la ligne A à certains horaires ; et la ligne G2, qui suit le tracé de la ligne G1 à Sébazac puispasse par le giratoire de Saint-Marc et l'Avenue de Paris pour aller en centre-ville. La ligne H ne dessert plus Cardaillac, mais dessert Olemps ; elle ne passe plus par Gourgan, mais par l'Avenue Amans Rodat. La ligne I est recréée, desservant Luc (Aveyron) jusqu'au stade et passant par Olemps puis Gourgan pour rejoindre le centre-vile, en semaine uniquement. La ligne J est étendue à Luc (Aveyron), mais ne dessert plus que jusqu'aux Marroniers, sauf à certains passages ; elle ne dessert plus la Mairie d'Olemps, mais va jusqu'en centre-ville via l'Avenue Amans Rodat. La ligne K est séparée en deux lignes : la ligne K1, qui suit le tracé de l'ancienne ligne K mais ne circule plus les samedi ; et la ligne K2, desservie par des minibus, rejoignant Rodez en partant du Monument de la Résistance et en desservant les Planques, le Monastère et les rues de la Boule d'Or. La ligne L se voit adjoindre la desserte de Cardaillac, et des rues Vieussens et de Paraire. La ligne M réapparaît, desservant désormais Saint-Félix et allant jusqu'en centre-ville. La ligne Matin est clairement séparée de la ligne Soir. Les lignes Soir et Dim ne changent que de couleur.

## Lignes du réseau

### Présentation
Agglobus est le réseau de transport en commun desservant les communes de Rodez Agglomération, soit plus de 55 000 habitants où le titre de transport est gratuit. Il remplace le réseau Octobus depuis le 2 janvier 2012 et permet de desservir le centre-ville de Rodez depuis les communes extérieures (et vice-versa) avant 8 h grâce à une amplitude horaire permettant un fonctionnement du service entre 6 h 40 et 20 h, et dès 6 h 10 avec la ligne M. Les lignes A et B ont un cadencement d'un bus toutes les vingt minutes de septembre à juin, et de vingt minutes jusqu'à 14 h puis de trente minutes en juillet et août ainsi que les samedis. Quant aux lignes C et D, elles ont un cadencement régulier de 30 minutes de septembre à juin et d'une heure en juillet et août ainsi que les samedis. Les autres lignes ont un cadencement plus aléatoire sur toute l'année, parfois réduit voire inexistant les samedis ainsi qu'en juillet et août, allant de deux à onze allers-retours par jour.
Ce réseau est complété par un service matinal et de soirée du lundi au samedi, de 6 h 10 à 6 h 33 (afin de relier la gare SNCF et le centre-ville pour les correspondances trains-bus) et de 20 h 02 à 22 h 59. Il existe également un service de transport à la demande (TAD) fonctionnant du lundi au samedi avec deux aller-retour par jour ainsi qu'un service pour les personnes à mobilité réduite en service aux mêmes horaires que le réseau bus. Il existe également un service réservé aux dimanches et jours fériés (sauf le 1er mai) avec une amplitude horaire de 6h à 23h environ, à raison de 12 allers-retours par jour.
L'agence Agglobus est située sur le Boulevard Gambetta au cœur de Rodez. L'agglomération dispose de nombreux dépositaires (boulangeries, brasseries) sur l'ensemble de son territoire où il est possible d'acheter différents titres de transport.
Ce réseau concrétise la volonté affichée par le Grand Rodez, depuis plusieurs années, de réduire la place de l'automobile en ville et de favoriser les transports alternatifs. Pour ce faire elle s'est dotée d'un plan global de déplacements (PGD), document se rapprochant du plan de déplacement urbain, obligatoire pour les agglomérations de plus de 100 000 habitants. De futurs parcs-relais aux entrées de la ville permettront de déposer son véhicule et de se déplacer grâce aux transports en commun dans Rodez.
Rodez Agglomération a pour compétence l'organisation des transports urbains sur son territoire. Par le biais d'une délégation de service public, elle confie l'exploitation du réseau de transport urbain Agglobus à une société privée, la Société anonyme des transports automobiles ruthénois (SATAR), filiale du groupe Ruban Bleu et exploitant historique du réseau.

### Communes desservies
Le réseau dessert les huit communes de Rodez Agglomération :
- Druelle Balsac
- Luc-la-Primaube
- Le Monastère
- Olemps
- Onet-le-Château
- Rodez
- Sainte-Radegonde
- Sébazac-Concourès

### Lignes régulières
| Ligne | Caractéristiques | Caractéristiques | Caractéristiques | Caractéristiques | Caractéristiques | Caractéristiques | Caractéristiques | Caractéristiques | Caractéristiques |
| A     | Musée ⥋ Maison Neuve (Quatre-Saisons) | Musée ⥋ Maison Neuve (Quatre-Saisons)                                                                                                  | Musée ⥋ Maison Neuve (Quatre-Saisons)                                                                                                  | Musée ⥋ Maison Neuve (Quatre-Saisons)                                                                                                  | Musée ⥋ Maison Neuve (Quatre-Saisons)                                                                                                  | Musée ⥋ Maison Neuve (Quatre-Saisons)                                                                                                  | Musée ⥋ Maison Neuve (Quatre-Saisons)                                                                                                  | Musée ⥋ Maison Neuve (Quatre-Saisons)                                                                                                  | Musée ⥋ Maison Neuve (Quatre-Saisons)                                                                                                  |
| ----- | --- | --- | --- | --- | --- | --- | --- | --- | --- |
| A     | Ouverture / Fermeture 2 janvier 2012 / — | Longueur — | Durée 13-17 min | Nb. d’arrêts 18 | Matériel — | Jours de fonctionnement L, Ma, Me, J, V, S                                                                                             | Jour / Soir / Nuit / Fêtes O / N / N / N                                                                                               | Voy. / an — | Exploitant SATAR |
| A     | Desserte : - Villes et lieux desservis : Rodez et Onet-le-Château - Gare(s) desservie(s) : Gare de Rodez. | | | | | | | | |
| A     | Autre : - Arrêts non accessibles aux UFR : Musée, Boule d’Or, Cathédrale, MJC, 18 Juin, Monts d'Auvergne Place des Artistes (dans un seul sens) et L’Oustal Nau. - Amplitudes horaires : La ligne fonctionne du lundi au samedi de 6 h 40 à 20 h. - Particularités : La ligne a une fréquence d'un bus toutes les 20 minutes du lundi au vendredi et toutes les 20 minutes jusqu'à 14 h puis toutes les 30 minutes le samedi et pendant les vacances d'été. Les arrêts Cathédrale et Collège Fabre ne sont pas desservis le samedi jusqu'à 14 h. | | | | | | | | |
| A     | Dernière actualisation : — | | | | | | | | |
| B     | Le Mail (Bourran) ⥋ Olemps — Mairie / Olemps — La Croix une fois par heure | Le Mail (Bourran) ⥋ Olemps — Mairie / Olemps — La Croix une fois par heure                                                             | Le Mail (Bourran) ⥋ Olemps — Mairie / Olemps — La Croix une fois par heure                                                             | Le Mail (Bourran) ⥋ Olemps — Mairie / Olemps — La Croix une fois par heure                                                             | Le Mail (Bourran) ⥋ Olemps — Mairie / Olemps — La Croix une fois par heure                                                             | Le Mail (Bourran) ⥋ Olemps — Mairie / Olemps — La Croix une fois par heure                                                             | Le Mail (Bourran) ⥋ Olemps — Mairie / Olemps — La Croix une fois par heure                                                             | Le Mail (Bourran) ⥋ Olemps — Mairie / Olemps — La Croix une fois par heure                                                             | Le Mail (Bourran) ⥋ Olemps — Mairie / Olemps — La Croix une fois par heure                                                             |
| B     | Ouverture / Fermeture 2 janvier 2012 / — | Longueur — | Durée 21-24 min | Nb. d’arrêts 23 | Matériel — | Jours de fonctionnement L, Ma, Me, J, V, S                                                                                             | Jour / Soir / Nuit / Fêtes O / N / N / N                                                                                               | Voy. / an — | Exploitant SATAR |
| B     | Desserte : - Villes et lieux desservis : Rodez et Olemps - Gare(s) desservie(s) : Aucune. | | | | | | | | |
| B     | Autre : - Arrêts non accessibles aux UFR : Planard, Paraire, Gougan (dans un seul sens), Petit Nice (dans un seul sens). - Amplitudes horaires : La ligne fonctionne du lundi au samedi de 6 h 57 à 20 h 11. - Particularités : La ligne a une fréquence d'un bus toutes les 20 minutes du lundi au vendredi et toutes les 20 minutes jusqu'à 14h puis toutes les 30 minutes le samedi et pendant les vacances d'été. À raison d'un aller-retour par heure, la ligne est prolongée à l'arrêt La Croix à Olemps. | | | | | | | | |
| B     | Dernière actualisation : — | | | | | | | | |
| C     | Les Palombes (Costes Rouges) / Les Albatros à certains départs (Costes Rouges) ⥋ Place Foch | Les Palombes (Costes Rouges) / Les Albatros à certains départs (Costes Rouges) ⥋ Place Foch                                            | Les Palombes (Costes Rouges) / Les Albatros à certains départs (Costes Rouges) ⥋ Place Foch                                            | Les Palombes (Costes Rouges) / Les Albatros à certains départs (Costes Rouges) ⥋ Place Foch                                            | Les Palombes (Costes Rouges) / Les Albatros à certains départs (Costes Rouges) ⥋ Place Foch                                            | Les Palombes (Costes Rouges) / Les Albatros à certains départs (Costes Rouges) ⥋ Place Foch                                            | Les Palombes (Costes Rouges) / Les Albatros à certains départs (Costes Rouges) ⥋ Place Foch                                            | Les Palombes (Costes Rouges) / Les Albatros à certains départs (Costes Rouges) ⥋ Place Foch                                            | Les Palombes (Costes Rouges) / Les Albatros à certains départs (Costes Rouges) ⥋ Place Foch                                            |
| C     | Ouverture / Fermeture 2 janvier 2012 / — | Longueur — | Durée 18-25 min | Nb. d’arrêts 21 | Matériel — | Jours de fonctionnement L, Ma, Me, J, V, S                                                                                             | Jour / Soir / Nuit / Fêtes O / N / N / N                                                                                               | Voy. / an — | Exploitant SATAR |
| C     | Desserte : - Villes et lieux desservis : Rodez et Onet-le-Château - Gare(s) desservie(s) : Gare de Rodez | | | | | | | | |
| C     | Autre : - Arrêts non accessibles aux UFR : Planard, L'Amphithéâtre, 122e RI, Montcalm, Carnus, L'Occitanie, Centre de Secours, Maréchal Joffre, Canac. - Amplitudes horaires : La ligne fonctionne du lundi au samedi de 6 h 55 à 20 h 5 environ. - Particularités : La ligne a une fréquence d'un bus toutes les 30 minutes du lundi au vendredi et toutes les heures le samedi et pendant les vacances d'été. Les deux premiers départs de la journée en direction de Place Foch s'effectuent de l'arrêt Les Albatros en semaine, et d'autres le samedi ou durant les vacances d'été. | | | | | | | | |
| C     | Dernière actualisation : — | | | | | | | | |
| D     | Les Palombes (Costes Rouges) / Les Albatros au premier départ de la journée (Costes Rouges) ⥋ Cathédrale / Place Foch les samedi matin | Les Palombes (Costes Rouges) / Les Albatros au premier départ de la journée (Costes Rouges) ⥋ Cathédrale / Place Foch les samedi matin | Les Palombes (Costes Rouges) / Les Albatros au premier départ de la journée (Costes Rouges) ⥋ Cathédrale / Place Foch les samedi matin | Les Palombes (Costes Rouges) / Les Albatros au premier départ de la journée (Costes Rouges) ⥋ Cathédrale / Place Foch les samedi matin | Les Palombes (Costes Rouges) / Les Albatros au premier départ de la journée (Costes Rouges) ⥋ Cathédrale / Place Foch les samedi matin | Les Palombes (Costes Rouges) / Les Albatros au premier départ de la journée (Costes Rouges) ⥋ Cathédrale / Place Foch les samedi matin | Les Palombes (Costes Rouges) / Les Albatros au premier départ de la journée (Costes Rouges) ⥋ Cathédrale / Place Foch les samedi matin | Les Palombes (Costes Rouges) / Les Albatros au premier départ de la journée (Costes Rouges) ⥋ Cathédrale / Place Foch les samedi matin | Les Palombes (Costes Rouges) / Les Albatros au premier départ de la journée (Costes Rouges) ⥋ Cathédrale / Place Foch les samedi matin |
| D     | Ouverture / Fermeture 2 janvier 2012 / — | Longueur — | Durée 23-28 min | Nb. d’arrêts 26 | Matériel — | Jours de fonctionnement L, Ma, Me, J, V, S                                                                                             | Jour / Soir / Nuit / Fêtes O / N / N / N                                                                                               | Voy. / an — | Exploitant SATAR |
| D     | Desserte : - Villes et lieux desservis : Rodez et Onet-le-Château - Gare(s) desservie(s) : Aucune. | | | | | | | | |
| D     | Autre : - Arrêts non accessibles aux UFR : MJC, Saint-Cyrice, Sacré-Cœur. - Amplitudes horaires : La ligne fonctionne du lundi au samedi de 7 h 5 à 20 h 5 environ. - Particularités : La ligne a une fréquence d'un bus toutes les 30 minutes du lundi au vendredi et toutes les heures le samedi et pendant les vacances d'été. Le premier départ de la journée en direction de Cathédrale ou Place Foch s'effectue de l'arrêt Les Albatros. Le samedi matin et jusqu'à 14 h, les arrêts Cathédrale et Collège Fabre ne sont pas desservis, au profit du tronçon Place Foch-Musée. | | | | | | | | |
| D     | Dernière actualisation : — | | | | | | | | |
| E     | Druelle — Bourg ⥋ Musée | Druelle — Bourg ⥋ Musée | Druelle — Bourg ⥋ Musée | Druelle — Bourg ⥋ Musée | Druelle — Bourg ⥋ Musée | Druelle — Bourg ⥋ Musée | Druelle — Bourg ⥋ Musée | Druelle — Bourg ⥋ Musée | Druelle — Bourg ⥋ Musée |
| E     | Ouverture / Fermeture 2 janvier 2012 / — | Longueur — | Durée 17-19 min | Nb. d’arrêts 15 | Matériel — | Jours de fonctionnement L, Ma, Me, J, V, S                                                                                             | Jour / Soir / Nuit / Fêtes O / N / N / N                                                                                               | Voy. / an — | Exploitant SATAR |
| E     | Desserte : - Villes et lieux desservis : Rodez et Druelle Balsac - Gare(s) desservie(s) : Aucune. | | | | | | | | |
| E     | Autre : - Arrêts non accessibles aux UFR : Les Bastides, Planard, Victor Hugo, Boule d'Or, Musée. - Amplitudes horaires : La ligne fonctionne du lundi au samedi à raison de dix à quinze départs par jour, de 7 h 15 à 18 h 31. - Particularités : Il y a sept départs vers Rodez et huit vers Druelle par jour du lundi au vendredi, cinq dans chaque sens le samedi, et sept vers Rodez mais six vers Druelle durant les vacances d'été. | | | | | | | | |
| E     | Dernière actualisation : — | | | | | | | | |
| F     | Gare SNCF ⥋ Les Capucines (Quatre-Saisons) | Gare SNCF ⥋ Les Capucines (Quatre-Saisons)                                                                                             | Gare SNCF ⥋ Les Capucines (Quatre-Saisons)                                                                                             | Gare SNCF ⥋ Les Capucines (Quatre-Saisons)                                                                                             | Gare SNCF ⥋ Les Capucines (Quatre-Saisons)                                                                                             | Gare SNCF ⥋ Les Capucines (Quatre-Saisons)                                                                                             | Gare SNCF ⥋ Les Capucines (Quatre-Saisons)                                                                                             | Gare SNCF ⥋ Les Capucines (Quatre-Saisons)                                                                                             | Gare SNCF ⥋ Les Capucines (Quatre-Saisons)                                                                                             |
| F     | Ouverture / Fermeture 2 janvier 2012 / — | Longueur — | Durée 11 min | Nb. d’arrêts 10 | Matériel — | Jours de fonctionnement L, Ma, Me, J, V, S                                                                                             | Jour / Soir / Nuit / Fêtes O / N / N / N                                                                                               | Voy. / an — | Exploitant SATAR |
| F     | Desserte : - Villes et lieux desservis : Rodez et Onet-le-Château - Gare(s) desservie(s) : Gare de Rodez. | | | | | | | | |
| F     | Autre : - Arrêts non accessibles aux UFR : Salelles (dans un seul sens). - Amplitudes horaires : La ligne fonctionne du lundi au samedi à raison de 5 allers-retours de 7 h 33 à 17 h 30. - Particularités : Le samedi, la ligne est sujette à réservation. | | | | | | | | |
| F     | Dernière actualisation : — | | | | | | | | |
| G1    | Sébazac-Concourès — Estreniol ⥋ Maison Neuve (Quatre-Saisons) | Sébazac-Concourès — Estreniol ⥋ Maison Neuve (Quatre-Saisons)                                                                          | Sébazac-Concourès — Estreniol ⥋ Maison Neuve (Quatre-Saisons)                                                                          | Sébazac-Concourès — Estreniol ⥋ Maison Neuve (Quatre-Saisons)                                                                          | Sébazac-Concourès — Estreniol ⥋ Maison Neuve (Quatre-Saisons)                                                                          | Sébazac-Concourès — Estreniol ⥋ Maison Neuve (Quatre-Saisons)                                                                          | Sébazac-Concourès — Estreniol ⥋ Maison Neuve (Quatre-Saisons)                                                                          | Sébazac-Concourès — Estreniol ⥋ Maison Neuve (Quatre-Saisons)                                                                          | Sébazac-Concourès — Estreniol ⥋ Maison Neuve (Quatre-Saisons)                                                                          |
| G1    | Ouverture / Fermeture 2 janvier 2025 / — | Longueur — | Durée 17 min | Nb. d’arrêts 13 | Matériel — | Jours de fonctionnement L, Ma, Me, J, V, S                                                                                             | Jour / Soir / Nuit / Fêtes O / N / N / N                                                                                               | Voy. / an — | Exploitant SATAR |
| G1    | Desserte : - Villes et lieux desservis : Sébazac-Concourès et Onet-le-Château - Gare(s) desservie(s) : Aucune. | | | | | | | | |
| G1    | Autre : - Arrêts non accessibles aux UFR : Giratoire de la Roque, Comtal (dans un seul sens), Les Pasiments (dans un seul sens), Manharez (dans un seul sens). - Amplitudes horaires : La ligne fonctionne du lundi au samedi à raison de 11 allers-retours par jour de 7 h 2 à 19 h 45. - Particularités : La ligne est une extension de certains services de la ligne A. | | | | | | | | |
| G1    | Dernière actualisation : — | | | | | | | | |
| G2    | Sébazac-Concourès — Estréniol ⥋ Cathédrale / Place Foch les samedi matin | Sébazac-Concourès — Estréniol ⥋ Cathédrale / Place Foch les samedi matin                                                               | Sébazac-Concourès — Estréniol ⥋ Cathédrale / Place Foch les samedi matin                                                               | Sébazac-Concourès — Estréniol ⥋ Cathédrale / Place Foch les samedi matin                                                               | Sébazac-Concourès — Estréniol ⥋ Cathédrale / Place Foch les samedi matin                                                               | Sébazac-Concourès — Estréniol ⥋ Cathédrale / Place Foch les samedi matin                                                               | Sébazac-Concourès — Estréniol ⥋ Cathédrale / Place Foch les samedi matin                                                               | Sébazac-Concourès — Estréniol ⥋ Cathédrale / Place Foch les samedi matin                                                               | Sébazac-Concourès — Estréniol ⥋ Cathédrale / Place Foch les samedi matin                                                               |
| G2    | Ouverture / Fermeture 2 janvier 2025 / — | Longueur — | Durée 25-29 min | Nb. d’arrêts 25 | Matériel — | Jours de fonctionnement L, Ma, Me, J, V, S                                                                                             | Jour / Soir / Nuit / Fêtes O / N / N / N                                                                                               | Voy. / an — | Exploitant SATAR |
| G2    | Desserte : - Villes et lieux desservis : Sébazac-Concourès, Onet-le-Château, Rodez - Gare(s) desservie(s) : Aucune. | | | | | | | | |
| G2    | Autre : - Arrêts non accessibles aux UFR : MJC, Saint-Cyrice,Sacré-Cœur, Croix Grande (dans un seul sens), Oustal Nau, Briquetterie, Saint-Marc, Giratoire de la Roque, Comtal (dans un seul sens), Les Pasiments (dans un seul sens), Manharez (dans un seul sens). - Amplitudes horaires : La ligne fonctionne du lundi au samedi à raison de neuf départs par jour de 7 h 30 à 19 h 5. - Particularités : Il y a trois départs vers Rodez et six vers Sébazac chaque jour. Le samedi matin, les arrêts Cathédrale et Collège Fabre ne sont pas desservis, au profit du tronçon Place Foch - Musée. | | | | | | | | |
| G2    | Dernière actualisation : — | | | | | | | | |
| H     | Olemps — Mairie ⥋ Musée | Olemps — Mairie ⥋ Musée | Olemps — Mairie ⥋ Musée | Olemps — Mairie ⥋ Musée | Olemps — Mairie ⥋ Musée | Olemps — Mairie ⥋ Musée | Olemps — Mairie ⥋ Musée | Olemps — Mairie ⥋ Musée | Olemps — Mairie ⥋ Musée |
| H     | Ouverture / Fermeture 2 janvier 2012 / — | Longueur — | Durée 26-27 min | Nb. d’arrêts 29 | Matériel — | Jours de fonctionnement L, Ma, Me, J, V, S                                                                                             | Jour / Soir / Nuit / Fêtes O / N / N / N                                                                                               | Voy. / an — | Exploitant SATAR |
| H     | Desserte : - Villes et lieux desservis : Rodez, Le Monastère et Olemps - Gare(s) desservie(s) : Aucune. | | | | | | | | |
| H     | Autre : - Arrêts non accessibles aux UFR : Bois Vert, Puech Camp, Les Arcades, Église, Jardins de l'Abbaye, Amans Rodat (dans un seul sens), Planard, Victor Hugo, Boule d’Or, Musée - Amplitudes horaires : La ligne fonctionne du lundi au samedi à raison de sept allers-retours par jour de 7 h 0 à 19 h 1. | | | | | | | | |
| H     | Dernière actualisation : — | | | | | | | | |
| I     | Stade de Luc ⥋ Musée | Stade de Luc ⥋ Musée | Stade de Luc ⥋ Musée | Stade de Luc ⥋ Musée | Stade de Luc ⥋ Musée | Stade de Luc ⥋ Musée | Stade de Luc ⥋ Musée | Stade de Luc ⥋ Musée | Stade de Luc ⥋ Musée |
| I     | Ouverture / Fermeture 2 janvier 2025 / — | Longueur — | Durée 22-24 min | Nb. d’arrêts 23 | Matériel — | Jours de fonctionnement L, Ma, Me, J, V                                                                                                | Jour / Soir / Nuit / Fêtes O / N / N / N                                                                                               | Voy. / an — | Exploitant SATAR |
| I     | Desserte : - Villes et lieux desservis : Luc-la-Primaube, Olemps et Rodez - Gare(s) desservie(s) : Aucune. | | | | | | | | |
| I     | Autre : - Arrêts non accessibles aux UFR : Stade de Luc, Embranchement Route de Lax, Luc Mairie, Luc Fontaine, Le Lachet, Bois Vert, Viaduc de la Mouline, Giratoire de la Mouline, Petit Nice (dans un seul sens), Gourgan (dans un seul sens), Vieussens, Fauvette, Paraire, Victor Hugo, Planard, Boule d’Or, Musée. - Amplitudes horaires : La ligne fonctionne du lundi au vendredi à raison de six départs par jour de 7 h 5 à 18 h 22. - Particularités : Il y a deux départs par jour en direction de Luc et quatre en direction de Rodez. Lorsque la ligne ne circule pas, la ligne J dessert Luc en service spécial. | | | | | | | | |
| I     | Dernière actualisation : — | | | | | | | | |
| J     | Musée ⥋ Marronniers / Luc Fontaine à certains services | Musée ⥋ Marronniers / Luc Fontaine à certains services                                                                                 | Musée ⥋ Marronniers / Luc Fontaine à certains services                                                                                 | Musée ⥋ Marronniers / Luc Fontaine à certains services                                                                                 | Musée ⥋ Marronniers / Luc Fontaine à certains services                                                                                 | Musée ⥋ Marronniers / Luc Fontaine à certains services                                                                                 | Musée ⥋ Marronniers / Luc Fontaine à certains services                                                                                 | Musée ⥋ Marronniers / Luc Fontaine à certains services                                                                                 | Musée ⥋ Marronniers / Luc Fontaine à certains services                                                                                 |
| J     | Ouverture / Fermeture 2 janvier 2012 / — | Longueur — | Durée 23-33 min | Nb. d’arrêts 32 | Matériel — | Jours de fonctionnement L, Ma, Me, J, V, S                                                                                             | Jour / Soir / Nuit / Fêtes O / N / N / N                                                                                               | Voy. / an — | Exploitant SATAR |
| J     | Desserte : - Villes et lieux desservis : Luc-la-Primaube, Olemps, Rodez - Gare(s) desservie(s) : Gare de Luc-Primaube à distance, à l'arrêt Rue du Stade. | | | | | | | | |
| J     | Autre : - Arrêts non accessibles aux UFR : Luc Fontaine, Stade de Luc, Embranchement Route de Lax, Luc Mairie, Bellevue, Lac de Planèzes, Rue du Stade (dans un seul sens), Saint-Martin (dans un seul sens), Giratoire de la Boissonade, La Prade, Les Fermettes, Pont Viel, Petit Languedoc, Amans Rodat, Victor Hugo, Planard, Boule d’Or, Musée - Amplitudes horaires : La ligne fonctionne du lundi au samedi à raison de quatorze à vingt-quatre départs par jour de 7 h 0 à 19 h 8 environ. - Particularités : Il y a treize départs en direction de Luc-la-Primaube et onze en direction de Rodez du lundi au vendredi, et sept allers-retours le samedi. La ligne est prolongée jusqu'à Luc à raison de cinq fois en direction de cette même localité par jour, quatre fois en direction de Rodez par jour du lundi au vendredi, et à tous les départs vers Rodez le samedi. | | | | | | | | |
| J     | Dernière actualisation : — | | | | | | | | |
| K1    | Musée ⥋ Sainte-Radegonde — Stade d'Istournet | Musée ⥋ Sainte-Radegonde — Stade d'Istournet                                                                                           | Musée ⥋ Sainte-Radegonde — Stade d'Istournet                                                                                           | Musée ⥋ Sainte-Radegonde — Stade d'Istournet                                                                                           | Musée ⥋ Sainte-Radegonde — Stade d'Istournet                                                                                           | Musée ⥋ Sainte-Radegonde — Stade d'Istournet                                                                                           | Musée ⥋ Sainte-Radegonde — Stade d'Istournet                                                                                           | Musée ⥋ Sainte-Radegonde — Stade d'Istournet                                                                                           | Musée ⥋ Sainte-Radegonde — Stade d'Istournet                                                                                           |
| K1    | Ouverture / Fermeture 2 janvier 2025 / — | Longueur — | Durée 27-30 min | Nb. d’arrêts 28 | Matériel — | Jours de fonctionnement L, Ma, Me, J, V                                                                                                | Jour / Soir / Nuit / Fêtes O / N / N / N                                                                                               | Voy. / an — | Exploitant SATAR |
| K1    | Desserte : - Villes et lieux desservis : Sainte-Radegonde et Rodez - Gare(s) desservie(s) : Aucune. | | | | | | | | |
| K1    | Autre : - Arrêts non accessibles aux UFR : Stade d'Istournet, Istournet, Les Grands Champs, Croix de Pierre, Place du Fournil, Les Landes, Monument de la Résistance , Le Fayet, Sacré-Cœur, Saint-Cyrice, MJC, Boule d'Or et Musée. - Amplitudes horaires : La ligne fonctionne du lundi au vendredi à raison de trois allers-retours par jour, de 7 h 13 à 18 h 37. - Particularités : La ligne ne circule pas durant les vacances d'été. | | | | | | | | |
| K1    | Dernière actualisation : — | | | | | | | | |
| K2    | Sainte-Radegonde — Monument de la Résistance ⥋ Musée | Sainte-Radegonde — Monument de la Résistance ⥋ Musée                                                                                   | Sainte-Radegonde — Monument de la Résistance ⥋ Musée                                                                                   | Sainte-Radegonde — Monument de la Résistance ⥋ Musée                                                                                   | Sainte-Radegonde — Monument de la Résistance ⥋ Musée                                                                                   | Sainte-Radegonde — Monument de la Résistance ⥋ Musée                                                                                   | Sainte-Radegonde — Monument de la Résistance ⥋ Musée                                                                                   | Sainte-Radegonde — Monument de la Résistance ⥋ Musée                                                                                   | Sainte-Radegonde — Monument de la Résistance ⥋ Musée                                                                                   |
| K2    | Ouverture / Fermeture 2 janvier 2025 / — | Longueur — | Durée 14-17 min | Nb. d’arrêts 15 | Matériel — | Jours de fonctionnement L, Ma, Me, J, V, S                                                                                             | Jour / Soir / Nuit / Fêtes O / N / N / N                                                                                               | Voy. / an — | Exploitant SATAR |
| K2    | Desserte : - Villes et lieux desservis : Sainte-Radegonde, Le Monastère et Rodez - Gare(s) desservie(s) : Aucune. | | | | | | | | |
| K2    | Autre : - Arrêts non accessibles aux UFR : Musée, Henri Dunant, Séminaire, Comtesse Cécile, Octroi, La Planque, Stade d'Istournet, Istournet, Les Grands Champs, Croix de Pierre, Place du Fournil, Trégous, Les Cammas, Les Landes, Monument de la Résistance . - Amplitudes horaires : La ligne fonctionne du lundi au vendredi à raison de six à douze départs par jour, de 7 h 12 à 18 h 42. - Particularités : Il y a trois allers-retours par jour du lundi au vendredi, cinq départs vers Sainte-Radegonde et sept vers Rodez les samedi, et quatre vers Sainte-Radegonde et cinq vers Rodez durant les vacances d'été. La ligne est desservie par des minibus. | | | | | | | | |
| K2    | Dernière actualisation : — | | | | | | | | |
| L     | Cœur de Ville | Cœur de Ville | Cœur de Ville | Cœur de Ville | Cœur de Ville | Cœur de Ville | Cœur de Ville | Cœur de Ville | Cœur de Ville |
| L     | (Circulaire) Place Foch ⥋ via les rues Camonil et de Montcalm, la rue Sarrus et la Boule d'Or, Layoule et Cardaillac, Bourran et la rue de Paraire | | | | | | | | |
| L     | Ouverture / Fermeture 2 janvier 2012 / — | Longueur — | Durée 21-12-19-17 min | Nb. d’arrêts 40 | Matériel — | Jours de fonctionnement L, Ma, Me, J, V, S                                                                                             | Jour / Soir / Nuit / Fêtes O / N / N / N                                                                                               | Voy. / an — | Exploitant SATAR |
| L     | Desserte : - Villes et lieux desservis : Rodez, Le Monastère - Gare(s) desservie(s) : Aucune. | | | | | | | | |
| L     | Autre : - Arrêts et rues non accessibles aux UFR : Cathédrale, MJC, Rue Camonil, Rue Carnus, Rue de Montcalm, Rue du 11 Novembre, Rue Sarrus, Rue Grandet, Rue Antoine Palous, Comtesse Cécile, Séminaire, Henri Durant, Musée, Boule d'Or, Saint Cyrice, Côte de Layoule, Pont de Layoule, Rue Jean Moulin, Henry Jaudon, Avenue des Fusillés, Planard, Burloup, Petits Loups, Lycée Foch, Boriette, Fauvette, Paraire. - Amplitudes horaires : La ligne, circulaire, fonctionne à raison de deux à quatre départs par jour du lundi au samedi, de 8 h 45 à 18 h 7. - Particularités : La ligne est desservie par des minibus. Elle est constituée de quatre boucles ayant pour point de départ et d'arrivée l'arrêt Place Foch. Chaque boucle a sa couleur : rose pour Camonil et Montcalm, vert pour Sarrus et la Boule d'Or, bleu violacé pour Layoule et Cardaillac, et jaune orangé pour Bourran et Paraire. Il y a quatre services par jour, ceux de l'après-midi disparaissant le samedi. Les quatre boucles sont usuellement desservies par le même minibus, sauf pour le dernier service de la journée durant les vacances estivales, où le service des deux premières boucles est assuré par un minibus et celui des deux dernières par l'autre. La ligne fonctionne comme une ligne "normale" sur les grands axes de circulation, mais la montée comme la descente se font à la demande sur les axes secondaires. Le samedi, la ligne ne dessert pas les arrêts Cathédrale et Collège Fabre, au profit du tronçon Place Foch - Musée. Les jours et veilles de match du Rodez Aveyron Football au stade Paul Lignon, la boucle Bourran-Paraire passe par la rue de Paraire dans les deux sens pour desservir la Résidence de la Boriette, au lieu de descendre par la rue Vieussens et de remonter par la rue de Paraire. | | | | | | | | |
| L     | Dernière actualisation : — | | | | | | | | |
| M     | Druelle — Les Potiers ⥋ Place Foch | Druelle — Les Potiers ⥋ Place Foch | Druelle — Les Potiers ⥋ Place Foch | Druelle — Les Potiers ⥋ Place Foch | Druelle — Les Potiers ⥋ Place Foch | Druelle — Les Potiers ⥋ Place Foch | Druelle — Les Potiers ⥋ Place Foch | Druelle — Les Potiers ⥋ Place Foch | Druelle — Les Potiers ⥋ Place Foch |
| M     | Ouverture / Fermeture 2 janvier 2025 / — | Longueur — | Durée 18-19 min | Nb. d’arrêts 21 | Matériel — | Jours de fonctionnement L, Ma, Me, J, V, S                                                                                             | Jour / Soir / Nuit / Fêtes O / N / N / N                                                                                               | Voy. / an — | Exploitant SATAR |
| M     | Desserte : - Villes et lieux desservis : Rodez, Druelle - Gare(s) desservie(s) : Aucune. | | | | | | | | |
| M     | Autre : - Arrêts non accessibles aux UFR : Place Foch, Planard, Saint-Félix Cité (1 à 6) et La Rougière (dans un seul sens) - Amplitudes horaires : La ligne fonctionne à raison de dix-sept à vingt-deux départs par jour du lundi au samedi, de 6 h 10 à 18 h 54. - Particularités : Il y a onze aller-retours par jour du lundi au vendredi, dix départs en direction de Druelle et neuf en direction de Rodez le samedi, et dix départs en direction de Druelle mais sept en direction de Rodez durant les vacances d'été. Le dernier départ de la ligne en direction de Rodez est assuré par le minibus du dernier service de la ligne L en semaine. | | | | | | | | |
| M     | Dernière actualisation : — | | | | | | | | |

### Ligne de matin et de soirée
| Ligne | Caractéristiques | Caractéristiques                                   | Caractéristiques                                   | Caractéristiques                                   | Caractéristiques                                   | Caractéristiques                                   | Caractéristiques                                   | Caractéristiques                                   | Caractéristiques                                   |
| Matin | Gare SNCF ⥋ Cathédrale / Place Foch les samedi | Gare SNCF ⥋ Cathédrale / Place Foch les samedi     | Gare SNCF ⥋ Cathédrale / Place Foch les samedi     | Gare SNCF ⥋ Cathédrale / Place Foch les samedi     | Gare SNCF ⥋ Cathédrale / Place Foch les samedi     | Gare SNCF ⥋ Cathédrale / Place Foch les samedi     | Gare SNCF ⥋ Cathédrale / Place Foch les samedi     | Gare SNCF ⥋ Cathédrale / Place Foch les samedi     | Gare SNCF ⥋ Cathédrale / Place Foch les samedi     |
| ----- | --- | -------------------------------------------------- | -------------------------------------------------- | -------------------------------------------------- | -------------------------------------------------- | -------------------------------------------------- | -------------------------------------------------- | -------------------------------------------------- | -------------------------------------------------- |
| Matin | Ouverture / Fermeture 2 janvier 2025 / — | Longueur —                                         | Durée 6-8 min                                      | Nb. d’arrêts 12                                    | Matériel —                                         | Jours de fonctionnement L, Ma, Me, J, V, S         | Jour / Soir / Nuit / Fêtes O / N / N / N           | Voy. / an —                                        | Exploitant SATAR                                   |
| Matin | Desserte : - Villes et lieux desservis : Rodez - Gare(s) desservie(s) : Gare de Rodez. |                                                    |                                                    |                                                    |                                                    |                                                    |                                                    |                                                    |                                                    |
| Matin | Autre : - Arrêts non accessibles aux UFR : MJC, Saint Cyrice, Sacré-Cœur, Croix Grande (dans un seul sens), Aubrac, Les Vieux Chênes et Monts d'Auvergne. - Amplitudes horaires : La ligne fonctionne du lundi au samedi le matin et raison d'un aller-retour de 6 h 10 à 6 h 34. - Particularités : Le samedi, les arrêts Cathédrale et Collège Fabre ne sont pas desservis, au profit du tronçon Place Foch-Musée.                            |                                                    |                                                    |                                                    |                                                    |                                                    |                                                    |                                                    |                                                    |
| Matin | Dernière actualisation : — |                                                    |                                                    |                                                    |                                                    |                                                    |                                                    |                                                    |                                                    |
| Soir  | Bourran — Hôpital ⥋ Quatre-Saisons — Les Capucines | Bourran — Hôpital ⥋ Quatre-Saisons — Les Capucines | Bourran — Hôpital ⥋ Quatre-Saisons — Les Capucines | Bourran — Hôpital ⥋ Quatre-Saisons — Les Capucines | Bourran — Hôpital ⥋ Quatre-Saisons — Les Capucines | Bourran — Hôpital ⥋ Quatre-Saisons — Les Capucines | Bourran — Hôpital ⥋ Quatre-Saisons — Les Capucines | Bourran — Hôpital ⥋ Quatre-Saisons — Les Capucines | Bourran — Hôpital ⥋ Quatre-Saisons — Les Capucines |
| Soir  | Ouverture / Fermeture 2 janvier 2012 / — | Longueur —                                         | Durée 20-24 min                                    | Nb. d’arrêts 29                                    | Matériel —                                         | Jours de fonctionnement L, Ma, Me, J, V, S         | Jour / Soir / Nuit / Fêtes N / O / N / N           | Voy. / an —                                        | Exploitant SATAR                                   |
| Soir  | Desserte : - Villes et lieux desservis : Rodez et Onet-le-Château - Gare(s) desservie(s) : Gare de Rodez. |                                                    |                                                    |                                                    |                                                    |                                                    |                                                    |                                                    |                                                    |
| Soir  | Autre : - Arrêts non accessibles aux UFR : Place d'Armes, MJC, Saint Cyrice, Planard, Sacré Cœur, Croix Grande (dans un seul sens), Place des Artistes (dans un seul sens) et L'Oustal Nau (dans un seul sens). - Amplitudes horaires : La ligne fonctionne du lundi au samedi le soir à raison de sept départs de 20 h 2 à 22 h 59. - Particularités :Il y a de quatre départs vers les Quatre Saisons et trois départs vers Bourran par jour. |                                                    |                                                    |                                                    |                                                    |                                                    |                                                    |                                                    |                                                    |
| Soir  | Dernière actualisation : — |                                                    |                                                    |                                                    |                                                    |                                                    |                                                    |                                                    |                                                    |

### Ligne des dimanches et jours fériés
| Ligne | Caractéristiques | Caractéristiques                                   | Caractéristiques                                   | Caractéristiques                                   | Caractéristiques                                   | Caractéristiques                                   | Caractéristiques                                   | Caractéristiques                                   | Caractéristiques                                   |
| Dim   | Dimanche et Jours Fériés | Dimanche et Jours Fériés                           | Dimanche et Jours Fériés                           | Dimanche et Jours Fériés                           | Dimanche et Jours Fériés                           | Dimanche et Jours Fériés                           | Dimanche et Jours Fériés                           | Dimanche et Jours Fériés                           | Dimanche et Jours Fériés                           |
| Dim   | Hôpital (Bourran) ⥋ Les Capucines (Quatre-Saisons) | Hôpital (Bourran) ⥋ Les Capucines (Quatre-Saisons) | Hôpital (Bourran) ⥋ Les Capucines (Quatre-Saisons) | Hôpital (Bourran) ⥋ Les Capucines (Quatre-Saisons) | Hôpital (Bourran) ⥋ Les Capucines (Quatre-Saisons) | Hôpital (Bourran) ⥋ Les Capucines (Quatre-Saisons) | Hôpital (Bourran) ⥋ Les Capucines (Quatre-Saisons) | Hôpital (Bourran) ⥋ Les Capucines (Quatre-Saisons) | Hôpital (Bourran) ⥋ Les Capucines (Quatre-Saisons) |
| ----- | --- | -------------------------------------------------- | -------------------------------------------------- | -------------------------------------------------- | -------------------------------------------------- | -------------------------------------------------- | -------------------------------------------------- | -------------------------------------------------- | -------------------------------------------------- |
| Dim   | Ouverture / Fermeture 2 janvier 2012 / — | Longueur —                                         | Durée 23-25 min                                    | Nb. d’arrêts 27                                    | Matériel —                                         | Jours de fonctionnement D                          | Jour / Soir / Nuit / Fêtes O / O / N / O           | Voy. / an —                                        | Exploitant SATAR                                   |
| Dim   | Desserte : - Villes et lieux desservis : Rodez et Onet-le-Château - Gare(s) desservie(s) : Gare de Rodez. |                                                    |                                                    |                                                    |                                                    |                                                    |                                                    |                                                    |                                                    |
| Dim   | Autre : - Arrêts non accessibles aux UFR : MJC, Saint Cyrice, Musée, Boule d'Or, Sacré Cœur, Croix Grande (dans un seul sens), Place des Artistes (dans un seul sens) et L'Oustal Nau (dans un seul sens). - Amplitudes horaires : La ligne fonctionne les dimanches et jours fériés à raison de vingt-cinq départs par jour de 6 h 17 à 23 h 5. - Particularités : Deux départs en soirée en direction de l'arrêt Hôpital J. Puel passent par l'arrêt Musée. Il y a 13 départs en direction de Bourran et 12 en direction des Quatre Saisons par jour. La ligne ne fonctionne pas les 1er mai. |                                                    |                                                    |                                                    |                                                    |                                                    |                                                    |                                                    |                                                    |
| Dim   | Dernière actualisation : — |                                                    |                                                    |                                                    |                                                    |                                                    |                                                    |                                                    |                                                    |

### Transport à la demande
Le transport à la demande est découpé en trois services.

#### Liberté
Le TAD Liberté permet de se déplacer dans Rodez Agglomération à condition d'habiter à plus de 500 mètres d'un arrêt ou d'un axe desservi par une ligne régulière,.
L'agglomération est découpée en quatre secteurs (bleu, rouge, vert, violet) du lundi au samedi hors jours fériés à raison de deux allers-retours par jour,.

#### Loisirs
Le TAD Loisirs permet de se rendre à Vabre et son golf (les mercredis et samedis après-midi) ou à Combelles et son centre équestre (du lundi au samedi) à raison d'un aller-retour par jour.

#### CHS Sainte-Marie
Le TAD CHS Sainte-Marie permet de se rendre à l'hôpital du même nom depuis le quartier de Bourran au départ de l'arrêt Le Mail du lundi au samedi hors jours fériés à raison de deux allers-retours par jour.

### Service de substitution
Le service de substitution est destiné aux personnes en situation de handicap titulaires de la carte prioritaire, qui ont plus de 80 ans ou justifiant d'une invalidité supérieure à 80 %.
Le service est destiné aux personnes vivant à proximité d'un arrêt non accessible ou ne pouvant utiliser le réseau régulier.
Le service est assuré par des minibus spécialement adaptés aux transports de personnes à mobilité réduite.

## Exploitation

### Matériel roulant
Le parc du réseau est constitué de 36 véhicules, arborant sauf mention contraire la livrée du réseau, violet, bleu ou rose avec des papillons de toutes les couleurs, sauf les bus au gaz arborant une livrée jaune,,. Trois des minibus sont blancs.
La livrée historique était blanc à bandes rouges avec les logos de la SATAR, qui évoluera par touches au fil des ans puis elle est remplacée par la livrée bleu et turquoise d'Octobus.
Minibus :
- 1 Dietrich City 21 no 172 (Ligne L)
- 1 Renault Master III TPMR no 171 (Service de substitution)
- 2 Mercedes-Benz Sprinter Mobility 23 nos 179 et 180

Midibus
- 1 Iveco Urbanway 10 GNV no 177

Standards :
- 3 Heuliez GX 327 nos 156 et 165 à 169
- 3 Heuliez GX 337 nos 173 à 175
- 14 Iveco Urbanway 12 GNV BHNS nos 181 à 190 et de 192 à 195
- 1 Iveco Urbanway 12 GNV no 178
- 4 Setra S 415 NF nos 78 à 81

Autocars scolaires opérés par Ruban Bleu Autocars :
- 1 Mercedes-Benz Tourino no 88
- 1 Iveco Crossway Pop no 209

Articulés (utilisation sur les services scolaires) :
- 1 MAN Lion's City G no 246 (ex-véhicule de démonstration)
- 1 Mercedes-Benz O 405 GN no 93 (ex-Tisséo)

Ces bus ont pour la plupart la particularité d'avoir une rampe électrique pour monter dans les véhicules, un emplacement pour un fauteuil roulant et quatre places pour les personnes à mobilité réduite. Les boutons «stop» sont inscrits en braille.

#### Matériel hors service
Par le passé le réseau a aussi possédé, :
- 1 Citroën Jumper no 146
- 1 Renault Master no 231
- au moins 1 Berliet PR100 PA no 110
- 4 Heuliez GX 107 no 032, 137, 232 et 233
- 1 Heuliez GX 44 no 138
- 1 Heuliez GX 187 no 234
- 1 Heuliez GX 217 no 140
- 6 Mercedes-Benz Cito nos 132, 133, 142 à 145 (un exemplaire revendu à Tarnów en Pologne[23])
- 1 Obradors PR C no 230
- 6 Renault PR 100.2 nos 112, 113, 134, 135, 147 et 148
- 3 Renault PR 112 dont nos 129 et 130
- 3 Renault R312 nos 118, 122 et 123
- 1 Van Hool A508 no 136
- 4 Heuliez GX 317 nos 141 et 149 à 151
- 8 Heuliez GX 127 L nos 153, 158 à 164
- 1 Renault Agora line no 139
- 1 Renault Agora S no 131
- 5 Heuliez GX 327 nos 150, 154, 156, 165, 169
- 1 Renault Master III TPMR no 170
- 1 Gruau Microbus no 157

### Dépôt
Le dépôt de l'exploitant du réseau, la SATAR (Groupe Ruban Bleu) est situé sur l'avenue de Toulouse à Rodez (44° 20′ 42″ N, 2° 33′ 52″ E). Il était initialement situé à Onet-le-Château.

### Personnel d'exploitation
Le réseau est exploité, en 2012, à l'aide de 74 salariés de la SATAR dont :
- 57 conducteurs dont 12 embauchés pour la restructuration[25] ;
- 4 mécaniciens ;
- 13 personnes pour l'encadrement et l'administration.

### Information aux voyageurs
Chaque bus est équipé d'une girouette, qu'elle soit blanche ou orange située sur l'avant du bus ou sur le côté. Le bus est également équipé d'un annonceur d'arrêts qui permet aux usagers de savoir quel est le prochain arrêt

### Tarification et financement
Le réseau est entièrement gratuit..
Le financement du fonctionnement des lignes (entretien, matériel et charges de personnel) est assuré par la SATAR. Cependant, les tarifs des billets et abonnements dont le montant est limité par décision politique ne couvrent pas les frais réels de transport. Le manque à gagner est compensé par l'autorité organisatrice, Rodez Agglomération. Elle définit les conditions générales d'exploitation ainsi que la durée et la fréquence des services. L'équilibre financier du fonctionnement est assuré par une dotation globale annuelle aux transporteurs de la région grâce au versement mobilité payé par les entreprises et aux contributions des collectivités publiques.

## Impact socio-économique

### Trafic
- 935 000 Kilomètres parcourus chaque année.
- de 17 % à 25 % d'augmentation de la fréquentation du réseau depuis sa restructuration en janvier 2012[26],[27].
- 1 million de passagers par an[28].

En 2012, le réseau a enregistré 1,2 million de voyageurs, soit une croissance de 20 % par rapport à 2013. Les lignes A et B assurent 64 % des déplacements du réseau de bus.
Ci-dessous, l'évolution du nombre de voyages annuels :
| 2012      | 2013      |
| --------- | --------- |
| 1 459 018 | 1 745 879 |